# Friedrich Duge
Friedrich Wilhelm Johann Duge (* 20. August 1856 in Glasow (Schorssow), Mecklenburg; † 2. Juni 1927 in Cuxhaven) war ein deutscher  Hafeninspektor und Fischereidirektor.

## Biografie
Duge wuchs in Mecklenburg auf. In Wilhelmshaven arbeitete er in den 1880er Jahren als Marinelotse. Er war bis 1907 Hafeninspektor des von 1891 bis 1896 erbauten Fischereihafens I in Geestemünde.
1906 beauftragte ihn der Hamburger Senat, ein Gutachten über die Anlage eines Seefischmarktes in Cuxhaven zu erstellen. Im Oktober 1907 wurde er als Fischerei-Inspektor Leiter des neuen Fischmarktes. Als Fischereidirektor gründete er 1908 das Komitee zur Errichtung der Seemannsmission Cuxhaven, die ein Seemannsheim für den Fischereihafen Cuxhaven einrichtete.
Nach dem Ersten Weltkrieg erreichte er, dass der Hafenbetrieb 1918/19 zügig wieder aufgenommen werden konnte. Danach übernahm Duge in Hamburg das Amt eines Fischereidirektors. Er kehrte 1922 nach seiner Pensionierung nach Cuxhaven zurück. Sein Nachfolger in Cuxhaven wurde 1919 Johann Meinken (1881–1941).
Die Fischereibiologische Sammlung von Friedrich Duge befand sich im Nordseemuseum (Bremerhaven); das Museum ist im Alfred-Wegener-Institut in Bremerhaven eingegliedert worden.
Duge war verheiratet. Ein Sohn war der Arzt Bruno Duge, der 1956 kurzzeitig ehrenamtlicher Oberbürgermeister und danach noch mehrere Jahre lang Bürgermeister von Cuxhaven war.

## Veröffentlichungen
- Die Dampfhochseefischerei in Geestemünde. Verlag J.H. Henke, Geestemünde 1898
- Betrieb des Fischereihafens zu Geestemünde In:  Dtsch. Seefischereiverein, Berlin 1897
- Wohlfahrtseinrichtungen in der Seefischerei
- Küsten- und Seefischerei. In: Heimatkunde des Regierungsbezirks Stade, Bd. I, Allgemeine Landes- und Volkskunde, Bremen 1909.

## Ehrungen
- Silberne und Goldene Vereinsmedaille des Deutschen Seefischervereins
- Dugekai am Südende des Alten Fischereihafens von Cuxhaven (1928)